# Clara Lerby
Clara Hanna Lerby (* 8. Mai 1999 in Trelleborg, Schweden) ist eine schwedische Handballspielerin.

## Karriere

### Im Verein
Lerby erlernte das Handballspielen in ihrer Geburtsstadt beim Trelleborg HBK. Im Jahr 2015 wechselte sie in die Jugendabteilung von Kungälvs HK, mit deren Damenmannschaft sie später in der Svensk HandbollsElit antrat. Ab dem Sommer 2019 lief die Außenspielerin für LUGI HF auf. Ab August 2020 musste sie knapp ein Jahr aufgrund einer Kreuzbandverletzung pausieren. Im Januar 2022 verletzte sie sich in einem Ligaspiel erneut am Kreuzband, woraufhin sie wiederum langfristig ausfiel. Seit der Saison 2023/24 steht sie beim dänischen Zweitligisten EH Aalborg unter Vertrag. Mit EH Aalborg stieg sie 2024 in die Damehåndboldligaen auf. Im Sommer 2025 wird sie zum Ligakonkurrenten Nykøbing Falster Håndboldklub wechseln.

### In Auswahlmannschaften
Lerby gehörte dem Kader der schwedischen Juniorinnennationalmannschaft an, mit der sie an der U-19-Europameisterschaft 2017 und an der U-20-Weltmeisterschaft 2018 teilnahm. Sie gab am 7. Oktober 2021 ihr Länderspieldebüt für die schwedische A-Nationalmannschaft gegen Island. Zwei Monate später nahm sie mit der schwedischen Auswahl an der Weltmeisterschaft 2021 teil, die ihre Mannschaft auf dem fünften Platz abschloss. Lerby wurde in drei von sieben Turnierspielen eingesetzt und erzielte zwölf Treffer.

## Sonstiges
Ihr Bruder Carl-Johan Lerby spielt Eishockey und lief unter anderem für die Malmö Redhawks auf.